# H68/TR
H68/TR は、1977年に日立製作所から発売されたワンボードマイコンで、「HMCS6800 トレーニングモジュール H68/TR」と称した。

## 概要
H68/TR は、モトローラのMC6800マイクロプロセッサのセカンドソースであった日立HMCS6800のトレーニング用として発売されたワンボードマイコンである。初期の製品と後期の製品とでは若干の違いがあるが、ボード上にはモニタとアセンブラを収めた4KBのマスクROM、パラレルインタフェースであるPIA、シリアルインタフェースであるACIA、1KBのスタティックRAM、ワークエリア用の128BのRAMなどが実装されていた。オプションエリアには、PIAを1個、スタティックRAMを2KB増設することができた。電卓のような形状の「ポケッタブルコンソール」を持ち、5V直流電源を接続するだけで簡単なアセンブリ言語によるプログラミング演習ができた。その後に発売されたオプションボードを接続すると、ほぼBASICターンキーモデルのように用いることもできた。

## 基本システム

### MPUボード（H68TR01）
マイクロプロセッサHD46800は、モトローラのMC6800互換のCPU（日立はMPUと称した）で、動作クロックは921.6kHzであった。
ROM
4KBのマスクROMにはモニタとアセンブラが収められており、$F000〜$FFFFに割当てられている。当初はX32というバージョンであったが、後にアセンブラのバグなどを修正したX33に変更された。
RAM
ユーザエリアとして、1K×4bitのスタティックRAM（2114型）が2個実装され、$0000〜$03FFに割当てられている。オプションとして同種のRAMを4個増設でき、$0400〜$BFFに割当てられる。
モニタのワークエリアとして、128BのRAM（HM46810A)が実装され、$E800〜$E87Fに割当てられている。
I/Oポート
ポケッタブルコンソールとのインタフェースには、PIA（HD46820またはHD46821）が用いられており、$E004〜$E007に割当てられている。
オプションとして、ユーザが自由に使用できるPIAを1個増設することができ、$E008〜$E00Bに割当てられる。
オーディオカセットとのインタフェースとして、ACIA（HD46850）が実装され、$E010〜$E011に割当てられている。これにより、カンサスシティスタンダードに準拠する300bpsで、データの入出力ができる。
ボード上には2個のリレーが載っており、オーディオカセットレコーダーの自動スタート・ストップができる。これらのリレーは$E012と$E013番地に割当てられていて、ユーザプログラムからON/OFFでき、カセット以外への応用もできた。
割込みタイマ
0.8msecのハードウェアタイマが載っており、マスク可能な割込みを発生させることができる。モニタではポケッタブルコンソールの駆動に用いているが、ユーザプログラムからも自由に使うことができる。

### ポケッタブルコンソール（H68PC01）
MPUボード上のPIAによって駆動される、電卓のような縦長のコンソールで、48個のキーと14桁の7セグメント蛍光表示管を持ち、変形文字ではあるが英数字の入力と表示ができた。マスクROM中のアセンブラを起動すると、このコンソールからアセンブリ言語を入力して、機械語プログラムを作成することができる。

### モニタ
MPUボード上のマスクROMに収められたモニタには、次のようなコマンドがある。
```
G：現在のアドレスあるいは指定したアドレスからプログラムを実行する。
I：入力装置の番号を指定する。
O：出力装置の番号を指定する。
L：Iコマンドで指定した入力装置からプログラムを入力する。
P：指定した範囲のメモリ内容を、Oコマンドで指定した出力装置に出力する。
J：オーディオカセットのリモートコントロールを解除する。
M：メモリ内容を表示する。
R：レジスタ内容を表示する。
N：1命令実行する。
V：ブレークポイントを設定、表示する。
U：ブレークポイントを解除する。
S：アセンブラに制御を移す。
```

### アセンブラ
モニタと同じマスクROMに収められた1パスアセンブラで、ラベルを使用できる。ラベルはL＋（2桁の16進数）で表し、標準でL01～L64の100個であるが、ユーザが指定すれば、最大L01〜LFFの255個使用できる。
ソースを直接キー入力してアセンブルできるが、プログラミングマニュアルにテキストエディタのソースリストが掲載されているので、これを入力してエディタの機械語プログラムを作成すれば、ソーステキストを編集してカセットテープに出力し、カセットから読み込んでアセンブルすることもできる。

## 拡張システム
MPUボードのエッジコネクタにアドレスバス、データバス、オプションPIAの入出力ラインなどが出ており、当時よく使われていた放電プリンタやEPROMライタなどを容易に接続することができた。
オプションとして以下のようなボード（モジュール）が順次発売された。MPUボードを含めて4枚までのボードを実装できるマザーボード（H68MB01）とホルダ（H68MH01）、フルサイズのキーボードなども発売され、BASICターンキーモデルに近いシステムを構成することもできた。
テレビインタフェースモジュール（H68/TV）：モノクロ
キャラクタ：32桁×16行、64桁×16行
グラフィック：128×96ドット
BASIC-Iインタプリタ（整数型）：オーディオカセットテープで供給
BASIC-IIインタプリタ（浮動小数点型）：マスクROMで供給
テレビ表示用モニタと各種サブルーチン：オーディオカセットテープで供給
VHFモジュレータを搭載しており、家庭用テレビにも表示することができた。
ペリフェラルコントロールモジュール（H68TPR1）：1979年
プリンタインタフェース：いわゆるセントロニクス規格のプリンタを接続できる。
ディジタルカセットインタフェース：ディジタルカセット（TEAC PROLINE-100）を2台接続できる。
シリアルインタフェース：TTLレベルまたはRS-232Cレベルの端末機器を接続できる。
プリンタなどの制御プログラム：ボード上のEPROMとして供給
カラーテレビインタフェースモジュール（H68CTV1）：1980年
キャラクタ：8色カラー 32桁×24行、64桁×24行
グラフィック：8色カラー 128×96ドット、モノクロ 256×192ドット
BASIC-IIIインタプリタ：マスクROM(S68BSC3-R)、またはオーディオカセットテープ(S68BSC3-C)で供給
カラーテレビ制御用モニタ：マスクROM（X35）として供給（MPUボード上のモニタROMと交換して用いた）
2パスアセンブラ：オーディオカセットテープで供給（X35モニタROMにはアセンブラがなくなったため）
VHFモジュレータ（H68TVM1）はオプションとなった。
メモリモジュール（H68/TM）
H68TM04、H68TM08、H68TM16の3種類あり、最大16KBのスタティックRAM（2114型）を搭載できた。
標準アドレスは$2000～$5FFFで、ジャンパー線の変更で4KB（特定の4KBブロックのみ1KB）単位でアドレスの変更が可能。
キーボード（H68/KB）
JIS（C6233）準拠キー配列の大型キーボード。
H68/TRのマスクROMを交換してポケッタブルコンソールの代わりとして使用可能。